# بخش مرکزی شهرستان یزد
بخش مرکزی، یکی از بخش‌های شهرستان یزد در استان یزد ایران است. مرکز این بخش، شهر یزد است.

## تقسیمات کشوری
- بخش مرکزی شهرستان یزد
  - دهستان فهرج
  - دهستان فجر

شهرها: یزد، حمیدیا و شاهدیه

## جمعیت
بر پایه سرشماری عمومی نفوس و مسکن در سال ۱۳۹۵، جمعیت بخش مرکزی شهرستان یزد برابر با ۶۱۱٬۰۲۴ نفر بوده است.